# Celestus crusculus
Celestus crusculus — вид веретільницеподібних ящірок родини Diploglossidae. Ендемік Ямайки.

## Поширення і екологія
Celestus crusculus поширені на більшій частині острова Ямайка, за винятком північно-східного узбережжя, де їх замінюють Celestus molesworthi. Вони живуть у вологих і сухих тропічних лісах, в чагарникових заростях, на плантаціях і в садах, трапляються поблизу людських поселень. В горах Блу-Маунтінс зустрічаються на висоті до 1237 м над рівнем моря.